# تپه حضرلو
تپه حضرلو مربوط به هزاره دوم قبل از میلاد است و در جنوب شرق ماکو واقع شده و این اثر در تاریخ ۱ فروردین ۱۳۴۷ با شمارهٔ ثبت ۸۰۷ به‌عنوان یکی از آثار ملی ایران به ثبت رسیده است.